# 卡尔·劳特巴赫
卡尔·威廉·劳特巴赫（德語：Karl Wilhelm Lauterbach，發音：[kaʁl ˈlaʊtɐbax] ⓘ；1963年2月21日—）是德国科学家、医生和德国社会民主党政治人物，自2021年12月8日起担任德國聯邦衛生部部長。他是科隆大学的健康经济学和流行病学教授（自2005年起暫不執行本職）。 自2005年德国联邦议院选举以来，他擔任德国联邦议院议员。在2019冠状病毒病德国疫情期间，他经常作为特邀嘉宾专家出现在电视脱口秀节目中，并经常通過Twitter對疫情的發展做出評論。 